# 카노사의 굴욕

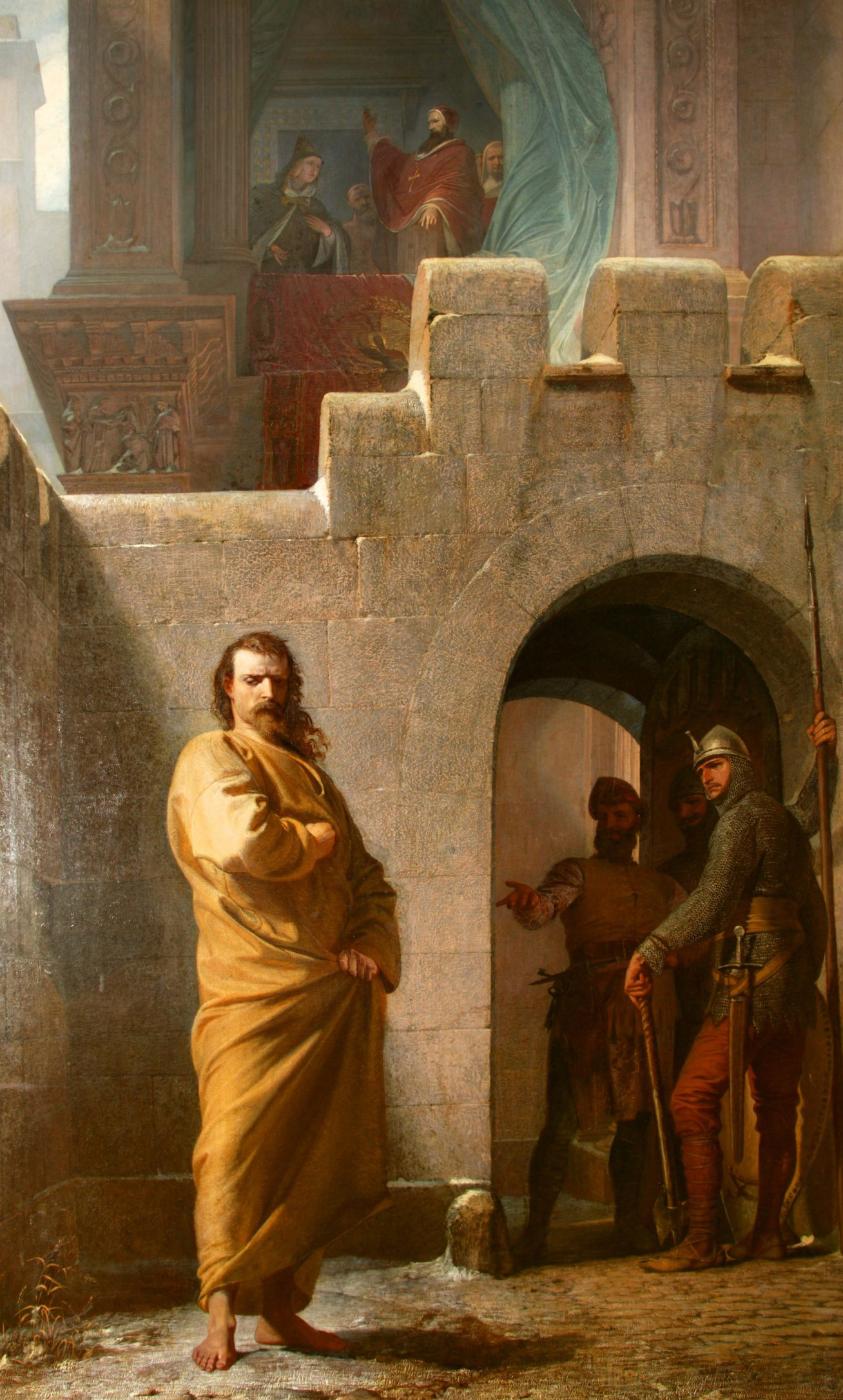
카노사의 하인리히 (1862)

카노사의 굴욕(Road to Canossa, Walk to Canossa, Humiliation of Canossa)은 1077년 1월 28일, 신성로마제국의 하인리히 4세가 자신을 파문한 교황 그레고리우스 7세를 만나기 위해 이탈리아 북부의 카노사 성으로 가서 용서를 구한 사건을 말한다. 교회의 성직자 임명권인 서임권을 둘러싸고 독일왕과 교황이 서로 대립하던 중에 발생하였다. 교황권력이 황제권력보다 우위에 서게 되는 전환기에 벌어진 상징적인 사건이라 할 수 있다.
하인리히 4세는 굴욕을 맛보았으나 독일에서의 권력 장악에 성공한 후 1084년 로마를 탈환하여 교황을 폐위하며 복수를 하였다. 그레고리우스 7세 교황은 로마를 떠나 이듬해 망명지에서 쓸쓸히 객사하였다. 카노사의 굴욕은 세속 군주가 굴욕을 맛본 대표적인 사건이라 한다면 14세기 초에 있었던 '아나니 사건'은 교황이 겪은 치욕적인 사건이라 할 수 있다. 1303년 교황 보니파시오 8세는 교황별궁이 있는 아나니에서 생포된 후 로마 귀족가문 출신 '시아라 콜로나'에게 뺨을 맞았고 그 충격으로 인해 한 달 만에 사망하고 말았다.

## 사건의 전개

### 배경
개혁적인 교황 그레고리우스 7세는 재임 초기부터 강력한 교회 개혁과 쇄신운동을 펼쳤는데 당시 세속의 군주가 관습적으로 가지고 있던 성직자 임명권, 즉 서임권을 다시 교회로 가져오려고 시도하였다. 독일왕 하인리히 4세는 이에 반발하자 교황은 그를 파문하고 독일왕 하인리히 4세를 도와주는 귀족이나 사제도 파문하겠다고 경고하였다. 하인리히 4세는 계속 대적하고자 했으나 이미 많은 독일 귀족들은 그에게서 등을 돌렸고 새로운 황제를 추대할 움직임이 있었다. 상황이 자신에게 불리하게 돌아가자 하인리히 4세는 어쩔 수 없이 교황에게 용서를 구할 수밖에 없었다.

### 사건의 경과

신성로마제국의 하인리히 4세, 토스카나의 마틸데, 클뤼니의 후고. (1115년).

1076년 겨울 교황 그레고리우스 7세는 하인리히 4세가 이탈리아로 오고 있다는 소식을 들었다. 그는 하인리히 4세가 자신을 몰아내려고 오는 것으로 알고 두려워 했는데 이때 카노사성의 백작부인 마틸데는 교황을 자신의 성으로 초청하여 하인리히의 공격에 대비한 피난처로 삼게 하고 자신의 성채에서 머물게 했다. 마틸데는 서임권 분쟁 때 열열히 교황을 지지한 교황의 절친한 동맹자였다.
한편 하인리히 4세는 신성로마제국에서 자신의 입지가 점점 줄어들고 반란의 기미가 보이자 교황을 만나기 위해 이탈리아로 떠난 것이었다. 그는 쥐라산맥을 넘자 독일왕이 아니라 자비를 구하는 고해자의 모습을 하고 카노사를 향해 갔다. 수도사들이 입는 거친 옷과 신발을 신지 않은 맨발로 1077년 1월 25일 교황이 머물고 있는 카노사 성문 앞에 도착했다.
교황은 하인리히를 성 안으로 들어오지 못하게 했다. 하인리히는 계속 성문 앞에서 고해복을 입고 금식을 하며 교황의 허가를 기다렸다. 성직자의 기본은 용서를 하는 것이므로 결국 3일 후 1월 28일 교황은 하인리히 4세를 성 안으로 들어오게 허락했고(일설에 의하면 하인리히는 무릎을 꿇고 교황에게 빌었다고 전해짐) 그 날밤 마틸데와 하인리히는 함께 교황이 집전하는 미사에 참석함으로써 하인리히에 대한 교황의 파문은 종결되었다. 파문이 취소되자 하인리히는 즉시 자신의 제국으로 돌아갔다.

### 사건 이후
카노사의 굴욕으로 하인리히는 교황의 사면을 받았지만 독일의 제후들은 라인펠트의 루돌프를 황제로 추대했고 하인리히는 루돌프를 상대로 내전에 돌입했다. 교황 그레고리우스는 양측의 중재자로 자임했으나 양쪽에서 모두 비난을 받았다. 교황은 1080년 하인리히를 다시 한번 파문하고 폐위를 선언했다. 그러나 하인리히 4세가 내전에서 승리하여 귀족들을 굴복시키자 파문은 아무런 효력은 발휘하지 못했다. 독일 내 권력 장악에 성공한 하인리히 4세는 1080년 이탈리아 원정을 통해 카노사의 성주 마틸다를 부수고 세력을 약화시킨다. 1081년 로마에 도착한 후 3년간의 노력 끝에 1084년 3월에 로마 탈환에 성공한다.
로마가 정복당하자 그레고리우스 7세 교황은 산탄젤로성으로 피신하였다. 교황 그레고리우스 7세를 폐위시키고 라벤나의 주교인 귀베르트를 교황 클레멘스 3세로 하여 새 교황으로 옹립한후 1084년 3월 31일에 신성로마제국 황제로서 대관식을 거행한다. 산탄젤로성으로 은신한 그레고리오 7세 교황은 남부 이탈리아 지배자 로베르에게 도움을 요청하였다. 1084년 5월 로베르가 이끄는 군대가 로마로 진격해오자 전투의 필요성을 느끼지 못한 하인리히 4세는 신속히 퇴각해 독일(신성로마제국)로 돌아가 버린다.

### 로마약탈(1084년)
로베르의 군대가 로마로 진입하여 저항하는 세력과 시가전을 벌인 끝에 교황 구출에 성공한다. 그러나 그 과정 중에 노르만족 특유에 방화와 약탈이 자행되며 도시 로마의 피해가 극심하게 발생하고 말았다. 교황과 제휴한 노르만족의 만행에 로마 시민들이 크게 분노하였고 그 동안 쌓여 있던 교황에 대한 감정이 폭발하였다. 신변에 위험을 느낀 교황은 로베르 군대와 함께 망명길에 오르게 된다. 재위 동안 과격하고 급진적인 개혁을 시도하여 원성이 높았던 그레고리우스 7세는 로마시민들로부터 버림을 받은 후 1085년 쓸쓸하게 망명지 살레르노에서 객사했다. 하인리히 4세 또한 계속되는 반란으로 인해 불행한 말년을 보냈다.

## 역사적 의미
이 사건으로 세속의 권력에 대해 교황권력이 항구적인 승리를 거둔 것은 아니지만, 역사적으로 카노사라는 이름은 세속 권력의 기독교를 향한 굴복이라는 상징으로 의미하게 되었다. 19세기 후반에 독일에서 프로이센의 오토 폰 비스마르크가 독일 내 로마 가톨릭교회 세력에 대항해 이른바 ‘문화투쟁(Kulturkampf)’을 벌일 때 “우리는 카노사로 가지 않는다.”라고 연설했는데 이 말은 바로 이 카노사의 굴욕 사건을 빗대어 말한 것이다. 즉, 독일은 로마 교황청등 외세에 굴복하지 않고 문화적·종교적으로 독자적인 길을 갈 것이라는 천명이었다.
한편 일부 이탈리아 역사가들은 카노사의 굴욕 사건을 북이탈리아에 대한 독일의 영향력이 쇠퇴하기 시작한 첫 번째 사건으로 간주한다. 교황으로 대표되는 이탈리아가 독일을 몰아내기 시작한 실마리로 보는 것이다. 오늘날, 카노사라는 말은 일종의 굴복, 복종, 항복을 나타낸다. ‘카노사로 가다’라는 표현(영어: go to Canossa; 독일어: nach Canossa gehen; 스웨덴어: Canossarvandring; 이탈리아어: andare a Canossar 등)은 하기는 싫지만 억지로 굴복해야 하는 상황을 나타내는 말로 자주 쓰인다.

## 같이 보기
- 로마약탈 (1084년)
- 서임권 투쟁
- 그레고리우스 7세
- 하인리히 4세
- 보름스 협약
- 파문

## 참고문헌
- 교황사전